# Encyclopedia Americana

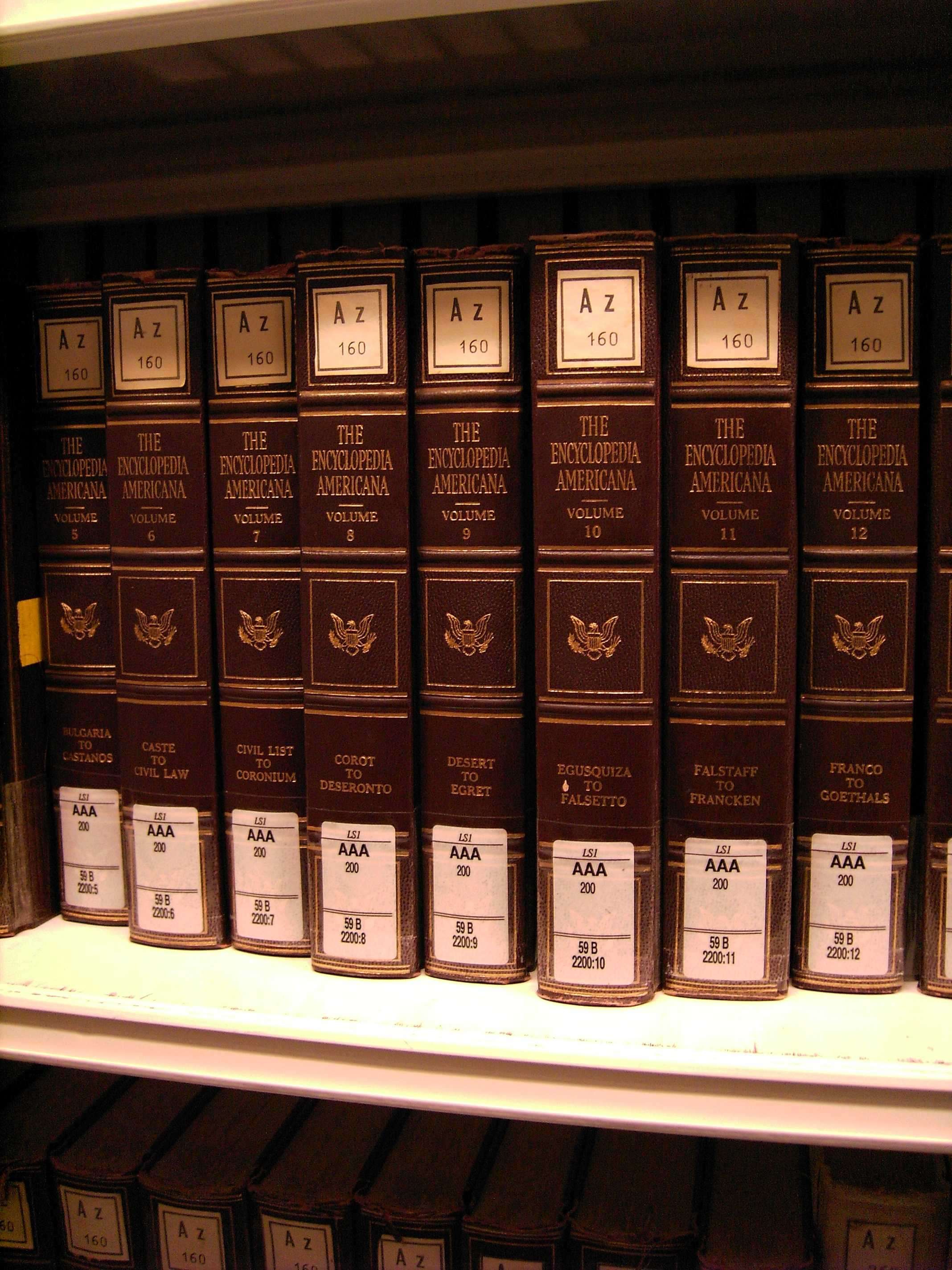
Encyclopedia Americana

De Encyclopedia Americana is in omvang de tweede gedrukte Engelstalige encyclopedie, na de Encyclopædia Britannica. De encyclopedie richt zich op de Amerikaanse markt, zodat er extra aandacht is voor de geografie en de geschiedenis van Noord-Amerika.
Deze encyclopedie is in 1829 begonnen door Francis Lieber op basis van een conversatie-lexicon van de Duitse uitgever F.A. Brockhaus.